# تورویل، کبک
تورویل (به فرانسوی: Tourville) شهری در منطقه شهری لیزله ناحیه شودییر-آپالاش در استان کبک کانادا است. در سرشماری سال ۲۰۱۱ این شهر ۷۰۸ نفر جمعیت داشته‌است و مساحت آن ۱۶۱٫۵۱ کیلومتر مربع است.